# The White Feather
Die weiße Feder wurde in England während des Ersten Weltkriegs als Symbol von Feigheit überreicht. Diese englische Gepflogenheit hatte vermutlich ihren Ursprung im Hahnenkampf. Man glaubte, dass ein Hahn, der eine weiße Feder am Hinterteil trug, für den Streit wenig taugte und sich feige zeigte. Im Deutschen sagte der Volksmund analog „Wer feige ist, muss seine Federn lassen.“
Das Symbol war seit dem 18. Jahrhundert besonders in der britischen Armee und im gesamten britischen Empire bekannt. Während des Ersten Weltkrieges wurde die Vergabe der „Weißen Feder“ an nicht kriegsfähige oder kriegsunwillige Männer, im Besonderen aber auch an Studenten, durch junge Frauen zu einer öffentlichen Diffamierungskampagne. Der von dem Admiral Charles Cooper Penrose Fitzgerald initiierte Order of the White Feather (im August 1914 gegründet) bezeichnete seine Opfer als Feiglinge und Drückeberger, was nicht selten auch Invalide betraf. 
Die prominente Autorin Mary Augusta Ward und auch Suffragetten wie Emmeline Pankhurst und ihre Tochter Christabel unterstützten diese Organisation. Die Kampagne war sehr effektiv und erfolgreich und setzte sich auch in anderen Ländern des britischen Commonwealth durch. Sie stellte letztlich für die Regierung ein Problem dar, da viele Mitarbeiter des Staates unter Druck gesetzt wurden, sich für den Kriegsdienst zu melden. Dies veranlasste den Innenminister Reginald McKenna, Abzeichen mit der Inschrift King and Country (dt. König und Land) für diese Mitarbeiter auszugeben, wodurch deutlich wurde, dass auch sie ihren Beitrag für den Krieg leisteten.
Pazifisten, wie Fenner Brockway, rühmten sich, genug Federn für einen Fächer erhalten zu haben. In manchen Fällen diente die Zusendung einer weißen Feder durch Frauen sogar dazu, nicht mehr geliebte oder invalide Ehemänner oder Verlobte abzufertigen.
Amerikanische Quäker interpretieren die Federtradition auf ihre friedfertige Weise. Einige ihrer Vorfahren waren im Jahre 1775 einem Indianerstamm auf dem Kriegspfad begegnet. Ihr Häuptling kam in ihr Gotteshaus, und die Gläubigen verharrten in Ehrfurcht, und da der Häuptling keine Waffen bei ihnen fand, erklärte er ihnen den Frieden und heftete eine weiße Feder aus seiner Haartracht an die Tür des Gotteshauses.

## The Four Feathers
Der Roman The Four Feathers des britischen Schriftstellers A. E. W. Mason wurde 1902 erstmals veröffentlicht und mehrfach verfilmt. Die Geschichte schildert den Lebensweg eines britischen Offiziers, der sich aus Gewissensgründen weigert, Kriegsdienst im Sudan zu leisten und deshalb bei der Abfahrt seines Schiffes mit vier weißen Federn verabschiedet wird. Beleidigt über das kritische Verhalten dreier Offiziere einschließlich seiner Verlobten entschließt er sich, ihnen nach der Abreise zu folgen. Als Araber verkleidet, trachtet er danach, seine verletzte Ehre im Kampf gegen die Anhänger des Mahdi wiederherzustellen. Er rettet zweien der Offiziere das Leben und bewährt sich im Dienst für das britische Königreich. Nach seiner Heimkehr gab er jedem der Kriegsteilnehmer seine Feder zurück.
Masons Buch wurde mehrfach verfilmt:
- 1939: Vier Federn, Regie: Zoltan Korda
- 1955: Sturm über dem Nil, Regie: Zoltan Korda
- 1978: The Four Feathers, Regie: Don Sharp
- 2002: Die vier Federn, Regie: Shekhar Kapur

Der Film Die weiße Feder hat hingegen eine andere Handlung.